# Kita Ikki
Kita Ikki (Niigata, 3 aprile 1883 – Tokyo, 19 agosto 1937) è stato un filosofo, scrittore e politico giapponese.
Di simpatie nazionaliste e socialiste, manifestò opposizione verso l'Imperatore e la costituzione Meiji, e venne giustiziato dal governo con l'accusa di essere coinvolto nel fallito colpo di Stato del febbraio 1936. I suoi scritti godono ancora oggi di rilievo nei circoli accademici giapponesi.

## Biografia

### Formazione e anni giovanili
Nato nell'isola di Sado, il suo vero nome era Kita Terujirō (北 輝次郎). Durante il periodo in cui frequentò l'Università di Waseda fu attratto dal socialismo ed ebbe modo di incontrare varie figure di spicco del movimento socialista giapponese di quegli anni. La connotazione del socialismo al quale Kita era interessato era di stampo piuttosto nazionalista e aveva ben poco in comune con il Marxismo.
Fu anche attratto dalla rivoluzione cinese del 1911; aderì alla società segreta Tongmenghui e viaggiò in Cina nel periodo del rovesciamento della dinastia Qing. Fece ritorno in Giappone nel 1919 del tutto disilluso dagli eventi legati alla rivoluzione ai quali aveva assistito, e si unì a vari attivisti tra i quali lo scrittore Shūmei Ōkawa per formare lo Yuzonsha, una organizzazione ultra-nazionalista.

### Le opere della maturità
Kita Ikki sostenne, nelle sue opere, la necessità dell'espansionismo giapponese sia per motivi ideologici (puntando sul pan-asianismo e sulla liberazione del continente asiatico dalle influenze occidentali), sia per dare sfogo al forte incremento demografico allora in atto in Giappone. Kita Ikki si opponeva inoltre alla burocrazia militare e politica dei tempi e al potere monopolista degli zaibatsu. A lui si ispirarono molti colpi di Stato falliti.

### Arresto e condanna a morte
I suoi scritti esercitarono una notevole influenza su vari settori dell'Esercito Imperiale Giapponese e, in particolare, sulle fazioni che parteciparono al fallito incidente del 26 febbraio 1936, il tentativo fallito di colpo di Stato per il quale il filosofo fu arrestato dalla Kempeitai con l'accusa di complicità nell'incidente. Processato da una corte militare ristretta, fu infine giustiziato.